# Васил Хаџиманов
Васил Хаџиманов (Београд, 23. јун 1973) српски је композитор и пијаниста. Бави се џез и етно музиком. Оснивач је и члан Васил Хаџиманов бенда.

## Биографија
Рођен је у Београду. Његови родитељи, Зафир Хаџиманов и Сенка Велетанлић, као и тетка Бисера Велетанлић су познати македонски,  српски, и југословенски музичари. Класично музичко образовање почео је да добија већ са 5 година. Завршио је средњу музичку школу „Стеван Мокрањац“. Музичко школовање наставио је као стипендиста Беркли колеџа у Бостону, где је и дипломирао на одсеку за клавир 1995. године. Након дипломирања проводи годину дана у Њујорку. У Србију се враћа 1996. године и оснива „Васил Хаџиманов бенд“.
Ожењен је и има ћерку Марту. Живи и ради у Београду.

## Каријера
Током студија на Берклију, наступао је са групом „Свети“ са Марком Ђорђевићем и Батом Андоновим. Са Паскал Бокаровим афро-поп бендом, ишао је на турнеју по САД. У Њујорку је сарађивао са познатим музичарима попут Дејвида Гилмора и Крис Чика. У исто време је радио у „Tomandandy“ студију као музички програмер. По повратку у Србију 1997. године, оснива Васил Хаџиманов бенд. Ту почиње његов рад на спајању етно музичке баштине Балкана и западњачких музичких поджанрова (џез, фанк, world music). Године 2001. изашао је први албум Васил Хаџиманов бенда. Хаџиманов сарађује и са другим бендовима, па је био и члан следећих састава: Дарквуд Даб, Bace Quartet, Трио Свети и Васил Хаџиманов пиано трио. Бави се и компоновањем музике за филмове и ТВ серије. Неки од филмова и ТВ серија које носе потпис Васила Хаџиманова као аутора музике су филм Кад порастем бићу кенгур и ТВ серије Кошаркаши и Отворена врата.

## Политички ангажман
Хаџиманов је потписао Апел 100, којим је подржао кандидатуру Саше Јанковића за председника Републике Србије. Касније се придружио Покрету слободних грађана, који је напустио 2020. године због одлуке да се изађе на изборе.

## Награде, признања, успеси
- Беовизија 2003. године - албум „11 разлога за...“ проглашен је за најбољи деби албум.
- Албум „Кафанки“ награђен је на фестивалу Сунчане скале 2003. године за најбољи албум инструменталне музике
- 2004. године наступио је као гост на великом концерту Најџела Кенедија у Београду
- На Светској изложби (EXPO) 2005. године у Јапану једини је представник Србије и Црне Горе[5]
- 2014. године добио је награду Повеља са статуетом Војин Малиша Драшкоци коју додељује World music асоцијација Србије[6]

## Дискографија
- „11 разлога за венчање“, ПГП РТС 2001.
- „Кафанки“, ПГП РТС 2003.
- „3“, ПГП РТС 2007.
- „Живота ми“ ПГП РТС 2009.
- „“  Хамбург/Zmex Београд 2013.
- Vasil Hadžimanov Band Featuring David Binney - Alive, Moonjune Records 2016.
- ,  2018.[7]